# Tour Libeskind
La tour Libeskind ou tour PwC est un gratte-ciel de Milan en Italie.

## Histoire
La tour est la troisième du projet de réaménagement CityLife après la tour Isozaki et la tour Hadid, et l'un des plus élevés de la ville lombarde. Le gratte-ciel a été conçu par l'architecte américain Daniel Libeskind. Les travaux de construction du gratte-ciel commencent en 2015 et sont achevés en 2020,.

## Description
Avec 175 mètres de hauteur et 28 niveaux, la tour Libeskind est le troisième gratte-ciel le plus haut du projet CityLife et le quatrième le plus haut de Milan.